# Aegisuchus
Aegisuchus (z řeckého aegis = štít a souchus = krokodýl) je rod vyhynulých krokodylomorfů z období svrchní křídy, přesněji z cenomanu. Jediným známým druhem je Aegisuchus witmeri, který byl formálně popsán v roce 2012. Jeho fosilie byly objeveny v sedimentech geologické skupiny Kem Kem.

## Aegisuchus witmeri
Aegisuchus witmeri byl popsán na základě vzorku části lebky (většina mozkovny - část lebeční klenby a spánkové a tylní oblasti) nacházejícího se v Royal Ontario Museum a pocházejícího z Maroka. Měl velmi plochou hlavu, obsah lebky činil přibližně 40 cm³, její délka je pak odhadována na 2,08 až 2,86 metrů. Jednalo se tedy o obřího krokodýlovitého plaza o délce těla kolem 15 metrů.